# Jailer
Jailer è un film del 2023 scritto e diretto da Nelson.

## Trama
Muthuvel Pandian è un scorbutico poliziotto in pensione che vive a Chennai con la sua famiglia. Suo figlio Arjun, che ne ha seguito le orme, scompare mentre sta investigando su Varman, un gangster locale che gestisce un lucroso traffico di idoli religiosi all'estero dalla sua base sotterranea ad Arakonam. La polizia, collusa, ne copre l'omicidio, sostenendo che Arjun si sia suicidato per ragioni personali e chiudendo frettolosamente le indagini. Muthuvel non si dà pace, incolpando sé stesso per la morte di suo figlio, che ha cresciuto sin da bambino secondo i valori di onestà e giustizia, spingendolo a entrare in polizia. Interrogato un tirapiedi di Varman, ultima persona ad aver visto Arjun in vita e suo probabile assassino, lo uccide e si sbarazza del corpo costringendo l'ignaro tassista locale Vimal ad aiutarlo. In risposta, gli uomini di Varman tentano di uccidergli il nipotino, ma Muthuvel riesce a salvarlo e uccide altri due criminali che l'avevano minacciato.
Muthuvel decide di passare all'azione: dopo avere messo al sicuro la famiglia in un ospedale psichiatrico, di cui ricatta il direttore, fa visita a Narasimha, un ex-criminale che gli presta quattro dei suoi cecchini più abili. Col loro aiuto, Muthuvel sequestra i convogli di idoli contrabbandati e li usa per ricattare e umiliare Varman, sul punto di uccidere la sua famiglia. Per vendicarsi, Varman si affida a un altro gangster, Kamdev, che manda decine di suoi uomini a uccidere Muthuvel e la sua famiglia in casa loro, ma i cecchini li uccidono tutti. Scoperta l'identità dell'obiettivo, Kamdev rivela a Varman che un tempo Muthuvel altro non era che lo spietato e carismatico secondino "Tiger", famigerato per il suo pugno di ferro verso i detenuti, col quale però si era guadagnato il loro rispetto e, una volta rilasciati, una fitta rete di alleati, Kamdev incluso.
Varman scopre che gli uomini armati inviatigli da un altro gangster per protezione sono in realtà dalla parte di Muthuvel, che lo sta per uccidere finché Varman non gli mostra che Arjun è ancora vivo e suo prigioniero. Muthuvel accetta di fare un lavoro per Varman in cambio della libertà di suo figlio e il termine delle ostilità: dovrà portargli un'inestimabile corona custodita in un tempio antico a Mangalagiri. Muthuvel finge di pianificare una rapina che coinvolga inconsapevolmente l'egocentrica star di Kollywood Blast Mohan, membro onorario del tempio, trovandosi al centro degli intrighi del set, ma con l'aiuto del contrabbandiere Mathew finisce per inscenare coi cecchini un assalto al furgone blindato della corona, in realtà un falso, e la manda a Varman, spiandone la reazione da una videocamera nascosta: scopre così che suo figlio è un poliziotto corrotto in combutta con Varman, che si dichiara disposto a uccidere suo padre pur di ricattarlo ancora.
Muthuvel assalta il covo di Varman insieme a Kamdev e Vimal, mentre Narasimha protegge la sua famiglia e Mathew distrugge tutte le operazioni di contrabbando di Varman. Muthuvel uccide poi Varman calandolo in una cistera di acido come faceva con le sue vittime. Faccia a faccia con Arjun, gli dà un'ultima possibilità di ravvedersi, ma egli rifiuta ed è quindi costretto ad ucciderlo.

## Produzione
Inizialmente il ruolo di Varman era stato offerto a Mammutti.

## Colonna sonora
La colonna sonora del film è stata composta da Anirudh Ravichander, alla sua quarta collaborazione col regista dopo di Kōlamāvu kōkilā (2018), Doctor (2021) e Beast (2022) e alla terza con Rajinikanth dopo Pēṭṭa (2019) e Tarpār (2020).
L'album, composto da otto brani, è stato pubblicato il 28 luglio 2023 in formato digitale e il giorno seguente su supporto fisico in seguito al lancio tenutosi al Jawaharlal Nehru Stadium di Chennai, in presenza del cast e della troupe, con un'esibizione dal vivo da parte di Ravichander. L'evento è stato poi trasmesso su Sun TV il 6 agosto. È stato preceduto da tre singoli: il primo, Kāvālā, è stato pubblicato in rete il 6 luglio, superando i 100 milioni di visualizzazioni su YouTube in un mese. Anche il passo di danza eseguito da Tamannaah Bhatia nel numero musicale è diventato virale sui social. Il secondo, Hukum, è stato pubblicato il 17 luglio: cantato dallo stesso Ravichander, il brano è stato descritto dal compositore come «un'ode al fascino intramontabile [di Rajinikanth]». Il terzo e ultimo, Jujupi, è stato pubblicato il 26 luglio.

### Tracce
Musiche di Anirudh Ravichander; edizioni musicali Sun Pictures.
1. Shilpa Rao – Kāvālā – 3:10 (testo: Arunraja Kamaraj)
2. Jailer Theme – 1:02
3. Vishal Mishra – Rattamārē – 4:12 (testo: Vignesh Shivan)
4. Muthuvel Pandian Theme – 1:42
5. Anirudh Ravichander – Hukum – Talaivar aḻapparā – 3:27 (testo: Super Subu)
6. Jailer Drill Theme – 0:43
7. Dhee – Jujupi – 2:47 (testo: Super Subu)
8. Aḻapparā Theme – 1:17

## Distribuzione
Il film è stato distribuito nelle sale cinematografiche indiane a partire dal 10 agosto 2023.

## Accoglienza

### Incassi
Il film è stato un successo al botteghino, incassando complessivamente tra i 6 e i 6,5 miliardi di rupie, cifra pari a quasi 80 milioni di dollari, diventando così il maggiore incasso dell'anno per un film di lingua tamil, nonché il terzo maggior incasso indiano dell'anno.